# 自治区
自治區（英語：autonomous region）是行政区划的類型之一，為自治地方的一種，字面上的意思為「擁有自治權力的行政區」。特點是自主權較所屬國家其他同級行政區劃為高。成立背景依國情有所不同，通常設置在國內少數民族的主要居住地與傳統領域，或者離島、邊境等與本土地帶有所分離的地方，並常作為一級行政區存在。

## 亞洲

### 中华人民共和国
1940年代以前，中國共產黨貫徹列寧思想并接受共產國際領導，以民族自決為處理國內民族問題的方案。毛澤東《論新階段》代表中共的民族政策從聯邦制、民族自決轉向民族區域自治。中共中央六届六中全會提出了“馬克思主義中國化”，淡化民族自決觀念，提倡民族區域自治。毛澤東諮詢黨內主管民族工作的李維漢后，確定了建立多民族国家内实行民族区域自治的制度。
《共同綱領》规定“各少数民族聚居的地区，应实行民族的区域自治”。李維漢起草了《民族区域自治实施纲要》，纲要内容载入了1954年的中华人民共和国宪法，確認民族區域自治在國家政治制度體系中的重要地位。民族区域自治从此成为基本政策和基本政治制度。烏蘭夫、阿沛·阿旺晉美領導并完成了制定《民族區域自治法》。1980年代，第四部憲法和《民族區域自治法》的先后頒行，使民族區域自治制度建設進一步得以加強，民族地區從經濟、政治、文化的自治權得到實現。此外，还有行政法规《城市民族工作条例》和《民族乡行政工作条例》。《扶持人口较少民族发展规划》、《少数民族事业“十一五”规划》和《兴边富民“十一五”规划》，从项目、资金、政策等多方面加大了对少数民族和民族地区的支持力度。民族自治地方共制定了自治条例139件，单行条例777件，根据本地实际对法律和行政法规的规定作出变通和补充规定75件，13个辖有民族自治地方的省都先后制定了实施《民族区域自治法》的若干规定或意见，贯彻实施民族区域自治法的地方性法规，民族自治地方制定了137个自治条例、510个单行条例、75个变通和补充规定。2011年国家民委政策法规司出台《民族法制体系建设“十二五”规划（2011—2015年）》进一步强化民族区域自治和少数民族权利保护。
中华人民共和国成立时的1949年，全国分为30省、1自治区、12直辖市、5行署区、1地方、1地区。直至1967年区划多次调整，到1967年调整为22省、5自治区、3直辖市共计30省级行政区，直至1988年新增海南省，1997年新增重庆直辖市，1997年和1999年香港和澳门回归中国，相继新设2个特别行政区，至此共计23省、5自治区、4直辖市和2特别行政区共计34省级行政区。
当前，中华人民共和国设以下（省级）自治区：
- 新疆维吾尔自治区
- 广西壮族自治区
- 宁夏回族自治区
- 内蒙古自治区
- 西藏自治区

### 菲律賓
當前菲律賓僅設置棉兰老穆斯林邦萨摩洛自治区，為菲律賓唯一能經選舉產生的大區議會及首長。科迪勒拉行政區原有意成為科迪勒拉自治區，但兩次針對是否成立自治區的公民投票均失敗。

### 缅甸

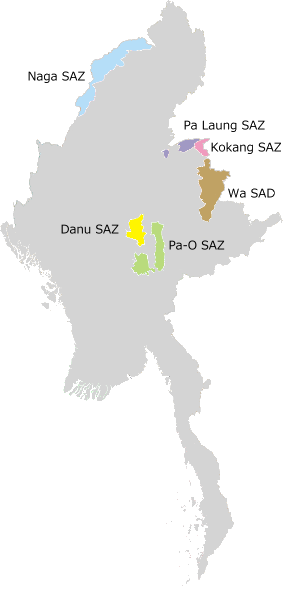
缅甸境内自治区的分布

依照2008年宪法，缅甸境内设有六个自治区。自治区为副邦级行政单位，分为Self-administered zones和Self-administered divisions两种，SAZ有德努、巴欧、那加、果敢、德昂五个，SAD仅有佤自治区一个。SAZ有时译做自治县、自治管区、自治提舍，SAD有时则译作自治州、自治省。

### 伊拉克
伊拉克庫爾德人聚居區域設有 伊拉克库尔德斯坦自治區。其東鄰伊朗，西鄰敘利亞，北接土耳其，南接伊拉克其他地區，位於整個庫爾德斯坦地區的南部；下轄艾比爾、蘇萊曼尼亞、代胡克省及哈拉卜賈四省，首府設在最大城市艾比爾。除國防外交事務外，其餘內政均由由自治區政府管轄。

## 歐洲

### 葡萄牙
葡萄牙法定的自治區有兩個，設置理由都是因為與本土距離遙遠聯絡管理不易。自治區內有自己的立法與行政體系，且因為設立的理由非關族群因素，人民對於本國的認同度比其他國家的自治區為高。 
- 亚速尔自治区（Azores Islands）：葡萄牙所屬，位於大西洋亚速尔群岛，離該國海岸1500公里遠。
- 马德拉自治区（Madeira）：葡萄牙所屬，位於北非國家摩洛哥外海、大西洋上的自治島嶼群。

### 西班牙
西班牙以自治區（Comunidad autónoma）作為第一級行政區劃，實施高度的地方自治，因此其性質近似聯邦制國家的州。西班牙全國共設有17個自治區，以及2個位於非洲北岸、與自治區同級的自治市（Ciudades Autónoma）：休達及梅利利亚。

### 意大利
目前，意大设置设以下特殊地位大区：
- 弗留利-威尼斯朱利亚
- 萨丁尼亚
- 西西里
- 特伦蒂诺-上阿迪杰
- 瓦莱达奥斯塔

### 芬兰
芬兰有一个自治区，是自1920年起在国际联盟的决议下为瑞典语人口而成立的：
- 奥兰

### 俄罗斯

俄羅斯自治區一覽圖，截至2014年：
1. Nenets Autonomous Okrug
2. Khanty-Mansi Autonomous Okrug
3. Chukotka Autonomous Okrug
4. Yamalo-Nenets Autonomous Okrug

| · 涅涅茨自治區 | · 汉特-曼西自治区     |
| · 楚科奇自治區 | · 亞馬爾-涅涅茨自治區 |

俄羅斯的自治區（俄語：автономный округ），是俄羅斯聯邦主體的類型之一，同時也是某些聯邦主體行政區劃的類型。截至2014年，俄羅斯聯邦一共被劃分為85個聯邦主體，其中有四個是自治區。但在1990年，俄罗斯苏维埃联邦社会主义共和国境内曾有10个自治区，包括泰梅爾（多爾干-涅涅茨）自治區和埃文基自治区等。

## 非洲

### 圣多美和普林西比
- 普林西比自治区